# Doubravice u Dvora Králové
Doubravice (deutsch Daubrawitz) ist eine Gemeinde in Tschechien. Sie liegt vier Kilometer südwestlich von Dvůr Králové nad Labem (Köninginhof) und gehört zum Okres Trutnov (Kreis Trautenau).

## Geographie
Der Ort befindet sich im Gebiet des Bergrückens Zvičinský hřbet (Swischinrücken) und wird vom Zátlucký potok durchflossen. Nordöstlich erhebt sich am Abfall zum Elbtal der Berg Záleský vrch (Saleser Berg 459 m).
Nachbarorte sind Bílá Třemešná, Dubinka, Nové Lesy und Zahájí im Norden, Rovinky, Lipnice und Zálesí im Nordosten, Sylvárov, Malý Libotov und Libotov im Osten, Dubenec im Südosten, Velehrádek, Nebesa und Lanžov im Süden, Bílé Poličany im Südwesten, Končiny und Zábřezí-Řečice im Westen sowie Chaloupky im Nordwesten.

## Geschichte
Die erste urkundliche Erwähnung von Doubravice stammt aus dem Jahre 1542. 1625 wurde im Dorf ein Treffen der Böhmischen Brüder unter Johann Amos Comenius abgehalten.

## Gemeindegliederung
Die Gemeinde Doubravice besteht aus den Ortsteilen Doubravice (Daubrawitz), Velehrádek (Klein Welehrad) und Zálesí (Sales).

## Sehenswürdigkeiten
- Marterl in Velehrádek
- zahlreiche gezimmerte Blockhäuser
- Dorfschmiede